# Tinja Donja
Tinja Donja (serbisch-kyrillisch Тиња Доња) ist ein Dorf in der Gemeinde Srebrenik, Kanton Tuzla in Bosnien und Herzegowina. Es befindet sich an der Straße zwischen Srebrenik und Tuzla südöstlich des Gemeindezentrums.
Traditionell stellen die Serben die Bevölkerungsmehrheit im Ort.

## Bevölkerung
| Zusammensetzung der Bevölkerung in Tinja Donja | Zusammensetzung der Bevölkerung in Tinja Donja | Zusammensetzung der Bevölkerung in Tinja Donja | Zusammensetzung der Bevölkerung in Tinja Donja |
| ---------------------------------------------- | ---------------------------------------------- | ---------------------------------------------- | ---------------------------------------------- |
|                                                | 1991                                           | 1981                                           | 1971                                           |
| Einwohner                                      | 1.560                                          | 811                                            | 788                                            |
| Serben                                         | 729 (46,73 %)                                  | 691 (85,20 %)                                  | 657 (83,37 %)                                  |
| Bosniaken                                      | 634 (40,64 %)                                  | 48 (5,91 %)                                    | 111 (14,08 %)                                  |
| Kroaten                                        | 20 (1,28 %)                                    | 11 (1,35 %)                                    | 14 (1,77 %)                                    |
| Jugoslawen                                     | 149 (9,55 %)                                   | 49 (6,04 %)                                    | -                                              |
| Andere                                         | 28 (1,79 %)                                    | 12 (1,47 %)                                    | 6 (0,76 %)                                     |